# Oulad Amrane
Oulad Amrane (àrab أولاد عمران) és una comuna rural de la província de Sidi Bennour de la regió de Casablanca-Settat. Segons el cens de 2014 tenia una població total de 12.252 persones.